# Jan Srnec (psycholog)
Jan Srnec (26. dubna 1928, Žalov – 15. února 2022) byl český psycholog, zakladatel a průkopník československé klinické psychologie a první statutárně uznaný klinický psycholog v Československu. Celoživotně se zaměřoval na teoretické, organizační a výchovně-vzdělávací otázky klinické psychologie a věnoval se také etickým problémům v klinické praxi.
V rámci svého celoživotního úsilí se snažil prosadit pojetí klinické psychologie jako povolání, které v důsledku vedlo k etablování tohoto oboru v Československu.

## Rodina
Jan Srnec se narodil jako druhý ze tří synů v Žalově. Jeho matkou byla vyučená švadlena a jeho otec, vyučený zámečník, byl po roce 1948 zaměstnán u Dopravního podniku. Oba rodiče pocházeli z Purkarce, vesnice blízko Hluboké nad Vltavou.
Janovi, stejně jako mladšímu Jiřímu a staršímu bratru Miroslavovi, poskytovali rodiče hudební vzdělání. Jan Srnec se odmala věnoval hře na housle a z jeho bratra Miroslava, co se též zprvu věnoval houslím a později hře na saxofon, se stal hudebník z povolání.
Mladší bratr Jiří Srnec byl zakladatelem a vůdčí osobností Černého divadla Jiřího Srnce, kde po nějakou dobu působil i Miroslav Srnec.

## Studium
Po přestěhování do pražských Holešovic zde Jan Srnec navštěvoval Masarykovu obecní školu. Po jejím dokončení nastoupil na Reálné gymnázium v Praze-Libni, kde odmaturoval s vyznamenáním. Už na gymnáziu se zajímal o filozofii a tak se při jeho dalším směřování rozhodl v roce 1947 nastoupit na Filozofickou fakultu Univerzity Karlovy, kde si zapsal obory filozofii, sociologii a psychologii. Na univerzitě navštěvoval mimo jiné přednášky například Jana Blahoslava Kozáka, Josefa Krále či Jana Patočky. V rámci studia psychologie se setkal s význačnými psychology jako třeba Janem Doležalem, Josefem Stavělem či Vladimírem Tardym.
Na katedře psychologie v roce 1952 absolvoval s diplomovou prací Psychodiagnostická methoda v psychiatrii. Postgraduální studium ukončil na téže fakultě a katedře v roce 1965 disertační prací Problémy metodologie výzkumu v klinické psychologii. Habilitovat se Jan Srnec mohl až v roce 1990.

## Profesní a pedagogická dráha

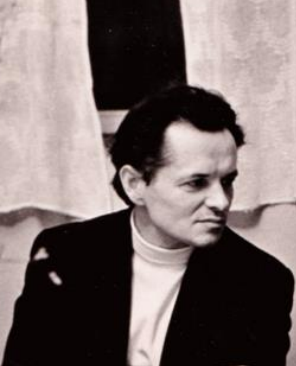
Jan Srnec ve středním věku

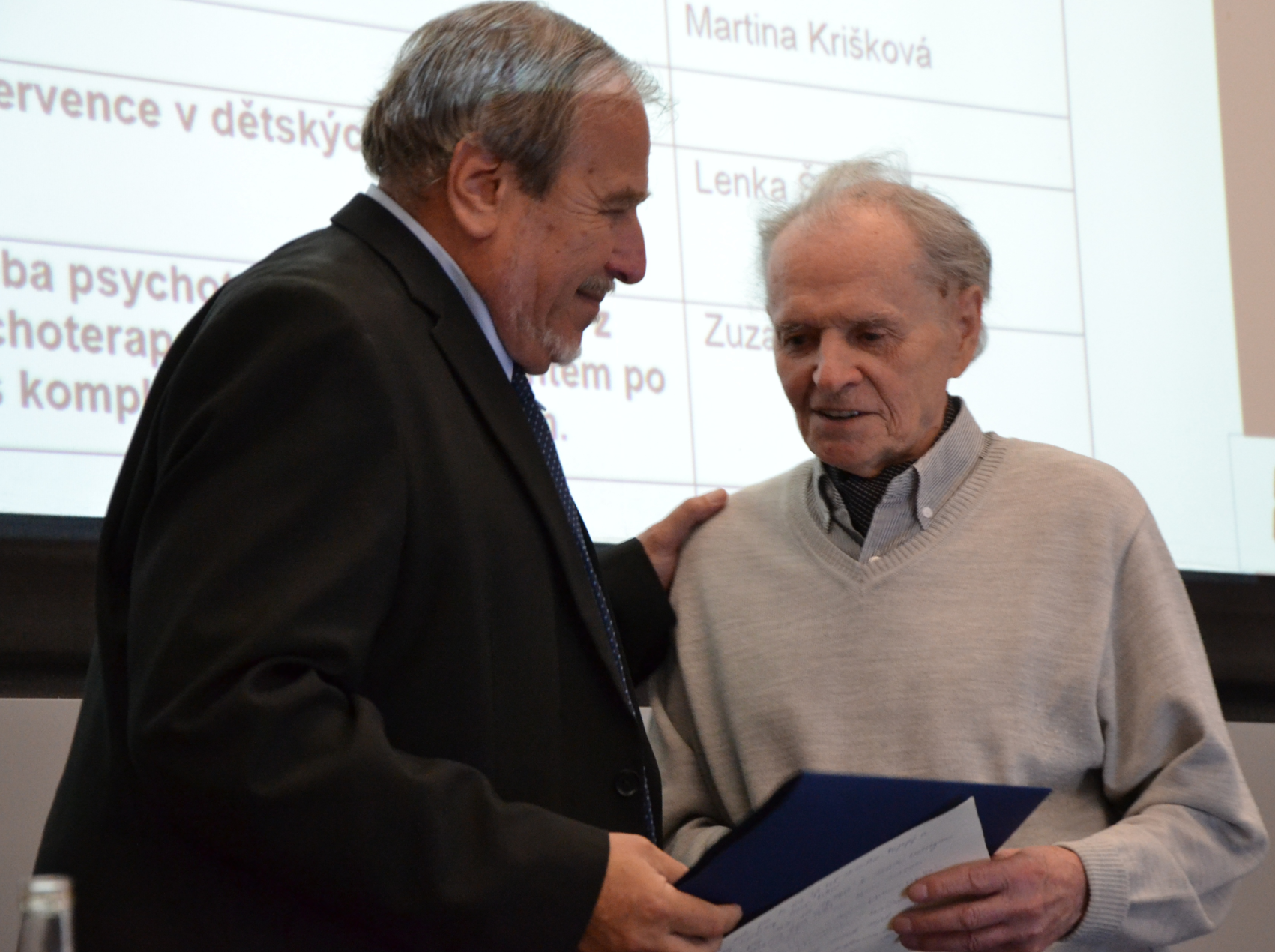
191. Klinicko-psychologický den, na kterém bylo oslavováno 90leté jubileum jejich spoluzakladatele, Jana Srnce (vpravo)

Od roku 1949 jakožto student 2. ročníku pracoval jako laborant ve Výzkumné psychiatrické laboratoři Psychiatrické kliniky, po promoci zde pak pokračoval jako psycholog. Na Katedře psychologie FF UK založil v roce 1953 Kroužek klinické psychologie. Od roku 1953 vyučoval na Univerzitě Karlově a v letech 1956 až 1961 působil jako odborný asistent na Fakultě všeobecného lékařství UK.
Na počátku šedesátých let změnil pracoviště a byl přijat jako metodolog do nově zřízeného Výzkumného ústavu psychiatrického v Bohnicích. Od roku 1965 pak opět interně působil na pražské katedře psychologie a to až do roku 2003. Přednášel zejména psychodiagnostiku, metodologii a etické otázky psychologie.
Od roku 1973 vedl Jan Srnec ve stejný rok založenou poradnu pro vysokoškolské studenty, která ovšem byla z ideologických důvodů (byla zde zaměstnána Dana Němcová a další režimu nepohodlní odborníci) v roce 1983 zrušena.
Spolu se svým kolegou a přítelem Josefem Langmeierem stál u vzniku tradice Klinicko-psychologických dnů, které zakládali v roce 1979.
Jan Srnec byl čestným členem Českomoravské psychologické společnosti. Do roku 2006 byl dlouholetým předsedou Psychologické sekce Psychiatrické společnosti České lékařské společnosti Jana Evangelisty Purkyně.
Mezi lety 2003 a 2013 přednášel také na Pražské vysoké škole psychosociálních studií.
Dlouhodobě také spolupracoval s Institutem pro další vzdělávání lékařů a farmaceutů.
Za svou bohatou profesní dráhu se setkal a spolupracoval s předními osobnostmi oboru. Při výzkumu LSD se setkával se Stanislavem Grofem a jeho bratrem Pavlem. Úzce spolupracoval s Jiřím Diamantem a mezi jeho další kolegy patřili například Kurt Freund, psychiatr Ferdinand Knobloch, psychoterapeut a klinický psycholog Stanislav Kratochvíl nebo psycholožka Hana Drábková.

### Redakční činnost
V letech 1967 až 1971 a od roku 1989 byl členem redakční rady časopisu Československá psychologie a v letech 1964 až 2008 členem redakční rady časopisu Česká a slovenská psychiatrie.

### Odborné zaměření
Jan Srnec se zabýval širokým spektrem psychologický témat. S Kurtem Freundem zkoumal mužskou homosexualitu, účastnil se experimentálních studií LSD, zajímala ho psychologie hudby a obšírně se věnoval psychodiagnostice, metodologii a etice v psychologii. Dále ho zajímal výzkum schizofrenie a od šedesátých let se věnoval i psychologii stárnutí a stáří, a tak se stal i významnou postavou české geropsychologie.

## Osobní život
Jeho hudební učitel jej připravoval na dráhu houslisty. Se spolužáky na Gymnáziu v Praze-Libni byl součástí klavírního kvarteta a občas vystupoval na veřejnosti za doprovodu bratra nebo své ženy Věry, rozené Paškové. S hudbou zůstal ve styku i po další desetiletí a představovala pro „nejúčinnější prostředek duševní hygieny".
Jan Srnec byl za svůj život dvakrát ženatý a z jeho druhého manželství pochází dcera Eva, kterou po emigraci její matky vychovával.
Dle vlastních slov měl velmi v oblibě Jihočeský kraj a zejména pak Šumavu, kde si ve svých 70 letech pořídil chalupu.
Navzdory přemlouvání a nátlaku na počátku normalizace Jan Srnec nevstoupil do KSČ.
Jan Srnec zemřel ve věku 93 let a poslední rozloučení se konalo v kostele Nanebevzetí Panny Marie a sv. Karla Velikého v Praze.

## Veřejná činnost
V roce 1948 spoluzakládal Demokratický klub, jehož činnost byla v důsledku politických procesů v 50. letech pozastavena a obnovena byla po roce 1990.

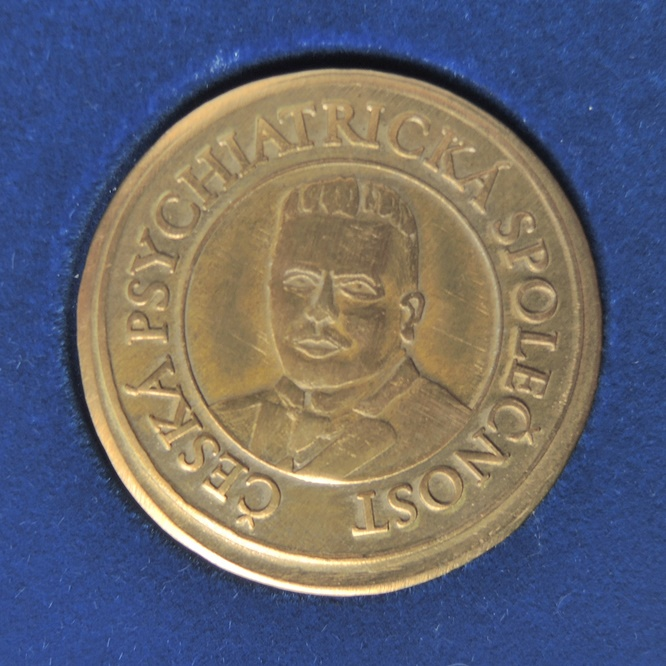
Heverochova medaile od České psychiatrické společnosti, kterou byl Jan Srnec dvakrát oceněn.

## Ocenění
Jan Srnec obdržel roku 1978 za svou činnost v České lékařské společnosti medaili Jana Evangelisty Purkyně.
V roce 1998 obdržel medaili za zásluhy o rozvoj Univerzity Karlovy, udělované u příležitosti 650. výročí založení univerzity.
Další ocenění získal v letech 2013 a 2018, kdy obdržel Heverochovu medaili Archivováno 14. 5. 2023 na Wayback Machine. od Psychiatrické společnosti České lékařské společnosti Jana Evangelisty Purkyně.

## Publikační činnost
Jan Srnec byl velmi činný po celý svůj život. Publikoval od roku 1953 v podstatě do konce svého života a ještě ve svých 93 letech měl rozpracovaných několik statí. Psal monografie, odborné články i učebnice a na mnoha pracích se podílel. Spolupracoval jak s předními československými a českými psychology, tak s těmi zahraničními.
Několik desetiletí byl aktivním přispěvatelem do časopisu Československá psychologie, ve kterém se jako spoluautor článku K otázce diagnostického využití reakčních dob v asociačním pokusu objevil už v jeho prvním čísle roku 1957.
Ve svých publikacích se zaměřoval především na klinickou psychologii, nicméně se věnoval i gerontologii, etickým otázkám či životu za totality. Svými mnohými odbornými články a experimenty pak vnášel nové poznatky jak do psychodiagnostiky a psychiatrie, tak například do psychologie hudby.
Níže jsou uvedené některé vybrané práce, na kterých se Jan Srnec podílel nebo byl jejich autorem, které nastiňují jeho široký pracovní a odborný záběr.
- K otázce mužské homosexuality. Analysa změn sexuální apetence během pokusné léčby podmiňováním, 1953, Sborník lékařský, spoluautor[6]
- Experimentální psychosa vyvolaná LSD, 1955, Časopis lékařů českých, spoluautor[10]
- Zum Problem der allgemeinen Merkschwäche. Ein Modellversuch, 1956, spoluautor[11]
- Musical experience as interpersonal process, 1964, Psychiatry (Washington), spoluautor[12]
- Problémy metodologie výzkumu v klinické psychologii, 1965, Srncova kandidátská práce[13]
- Hudební sémantika z interpersonálního hlediska, 1965, Hudební věda, spoluautor[14]
- Metodologické problémy psychologie, 1969, Lékařská psychologie, spoluautor[15]
- Testová metodologie a úkoly diagnostiky v klinické psychologii, 1982, Československá psychologie[16]
- Etické problémy v klinické praxi, 1983, Československá psychiatrie, spoluautor[17]
- Postoje k etickým dilematům a hodnotové orientace, 1995, Praktický lékař[18]
- Strategie a metody psychosociálního výzkumu, 2006, učebnice[19]
- Základy psychodiagnostiky, 2010, učebnice[20]
- Autobiografické záznamy o vývoji oboru klinická psychologie v ČR, 2019, Československá psychologie[5]
- Ozvěny totality a systém hodnot, 2021, Československá psychologie[21]

Podrobnější a úplnější Srncovu bibliografii lze najít v Archivu československé psychologie či zde.